# Galphimia paniculata
Galphimia paniculata är en tvåhjärtbladig växtart som beskrevs av Friedrich Gottlieb Bartling. Galphimia paniculata ingår i släktet Galphimia och familjen Malpighiaceae. Inga underarter finns listade i Catalogue of Life.